# Roztoky u Semil
Roztoky u Semil é uma comuna checa localizada na região de Liberec, distrito de Semily.